# Simeonovo
Simeonovo (bulgariska: Симеоново) är ett distrikt i Bulgarien.   Det ligger i kommunen obsjtina Tundzja och regionen Jambol, i den östra delen av landet, 270 km öster om huvudstaden Sofia.
Trakten runt Simeonovo består till största delen av jordbruksmark. Runt Simeonovo är det ganska glesbefolkat, med 24 invånare per kvadratkilometer.